# 伊藤公朗

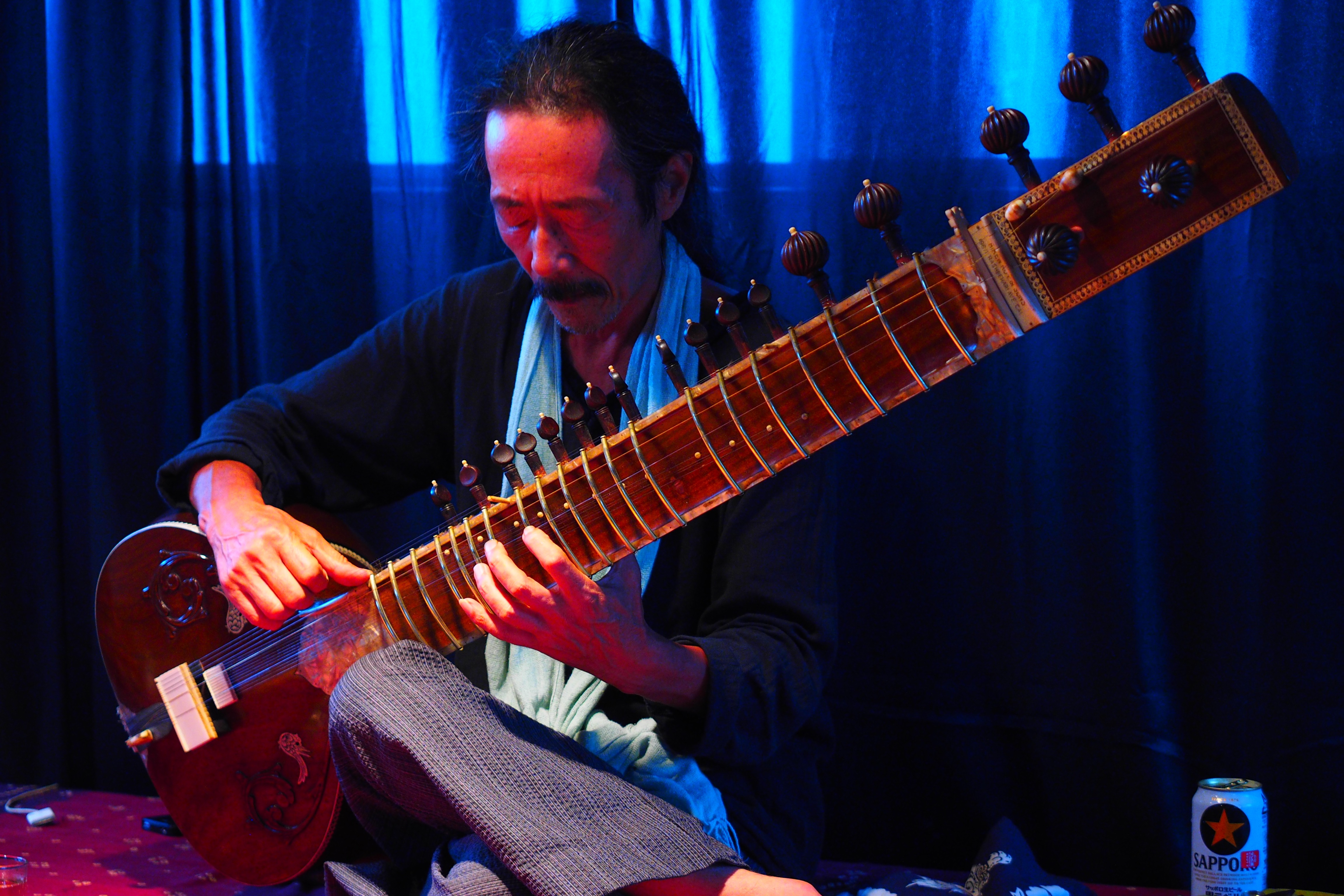
シタールを奏でる伊藤公朗

伊藤公朗（いとう こうろう、1953年 - ）は、北インド音楽で奏でられる楽器シタールの演奏家。愛媛県出身。宇和島東高校卒業。北インド音楽は、インドの伝統音楽のひとつ、ヒンドゥスターニー音楽である。

## 略歴
1977年、ヒマラヤのガンジス河源流のヒンドゥー教の聖地、バドリーナート（ウッタラーカンド州、標高3,133mにあるヴィシュヌ神の聖地）で、バドリーナート寺院の聖者である音楽修行僧（ナーダヨギ）Dattatreya Rama Rao Parvatikarに弟子入り。ナーダヨギというのは音楽を通して修行する僧侶のことで、インドの人々からは「ヴィーナ マハラジ」と呼ばれていた。ヴィーナは楽器の名前。マハラジは特に聖者に対して使われる。インドの東西南北を守護する「四大神領」というのがあるが、バドリーナートは北を守る聖地。ちなみに東はジャガンナート、西はドワールカー、そして南インドのラーメーシュワラム。
聖者と共にインド国内の聖地を巡礼しながら、インド古典音楽とシタールを学び、5年間の音楽修行僧生活を送る。
1982年にデカン高原の古都ハイダラーバードに移り、ナーダヨギの師匠の孫にあたるアーンドラ・プラデーシュ州州立音楽院教授シタール奏者K.Atmaramに師事。8年間のインド滞在を終え、1985年に帰国。　
帰国後は、ヒマラヤの気候によく似た信州、山梨県の山里で暮らしている。1990年に入滅した師「ナーダヨギ」の教えを受け継ぐシタール奏者として、伊勢神宮内宮第4回神宮文化芸能奉納祭（平成13年10月5日）など、全国各地で演奏活動を行っている。

## ディスコグラフィ
ヒマラヤ音巡礼／鳥影社　212ページ　（2002年4月18日発行）

### アルバム
- YATRI ヤトリ／伊藤公朗　伊藤美郷　近藤等則　常味裕司　土屋玲子　吉見正樹　（2000年）（2009年再リリース）
- BHAIRAVI バイラビ／伊藤公朗　吉見正樹　（2004年）
- ALAKNANDA アラクナンダ／伊藤公朗　（2008年）
- こころをつなぐ歌／伊藤公朗　伊藤美郷　伊藤快（2014年）
- Anjaliのうた／伊藤公朗　ANJALI BAND （2014年）
- RAGA Bhimpalasiラーガ・ビンパラシ（ヨガ教室のためのラーガ・午後のクラス）／伊藤公朗（2016年）スローナミュージックリリース

### 参加CD
- ファイナルファンタジー「風の章」サウンドトラック（1994年）